# Georg Friedrich von Böhmer

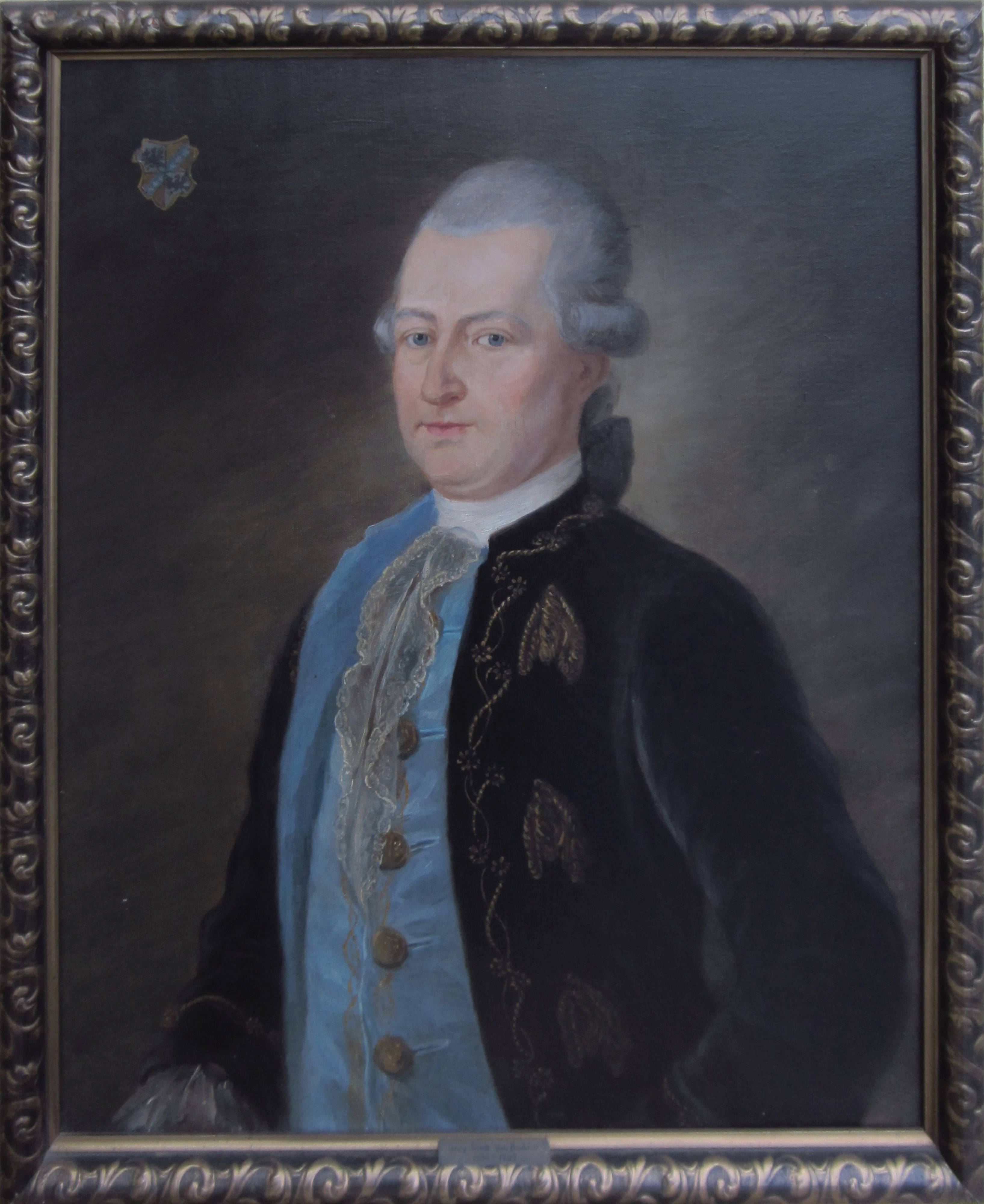
Georg Friedrich von Böhmer

Georg Friedrich von Böhmer (* 18. Mai 1739 in Halle; † 18. April 1797 in Berlin) war ein deutscher Diplomat im Dienste Preußens.

## Herkunft
Georg Friedrich von Böhmer gehörte zu der Juristenfamilie Böhmer/von Boehmer, die im 18. und 19. Jahrhundert zu den so genannten Hübschen Familien in Kurhannover und im frühen Königreich Hannover zählte. Er war der Sohn von Johann Samuel Friedrich von Böhmer (1704–1772) und der  Katharina Louisa Charlotte Stahl (1717–1784) sowie Enkel von Justus Henning Böhmer (1674–1749) und Georg Ernst Stahl (1659–1734).

## Leben und Wirken

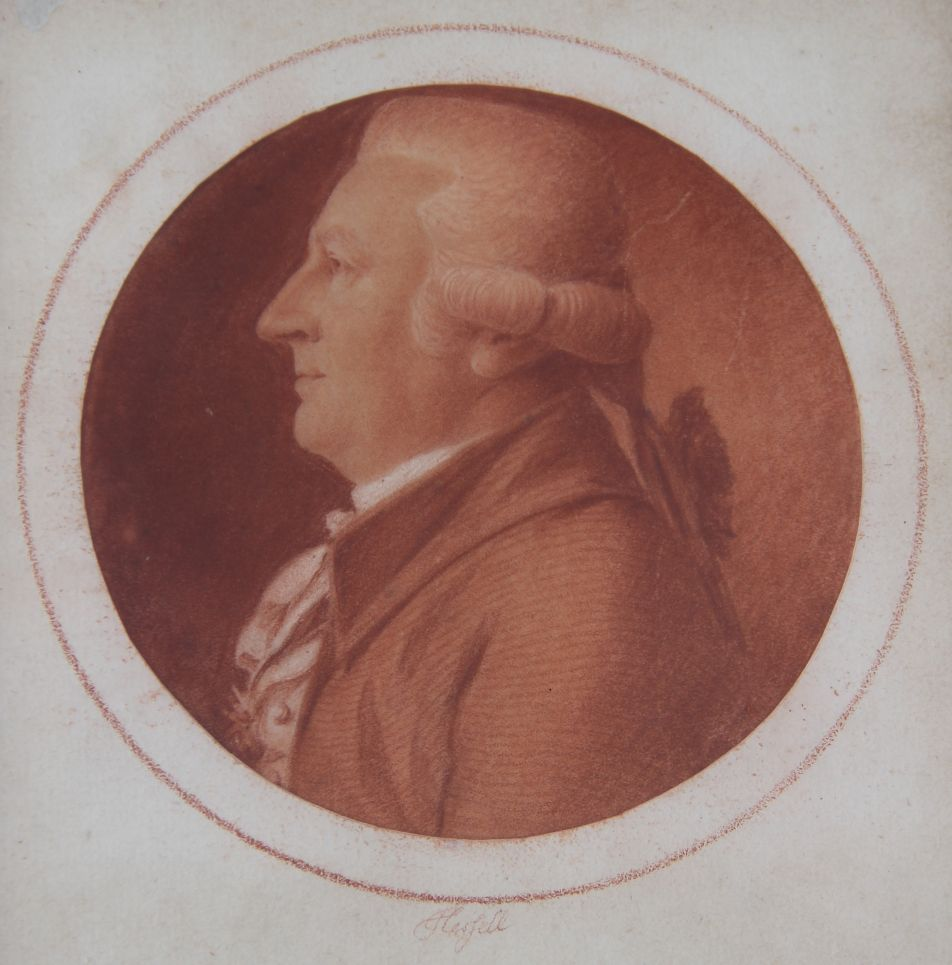
Georg Friedrich von Böhmer

Obwohl die Familie auf Grund der Versetzung seines Vaters Johann Samuel Friedrich von Böhmer zur Brandenburgischen Universität Frankfurt umgezogen war, absolvierte Georg Friedrich von Böhmer sein Jurastudium an der Friedrichs-Universität Halle. Danach allerdings zog es ihn, ähnlich wie es bei seinem Onkel Karl August von Böhmer der Fall gewesen war, eher in die Politik als in eine Universitätslaufbahn.
Nachdem er sich einem intensiven diplomatischen Vorbereitungsdienst in Berlin unterzogen hatte, wurde Böhmer im Jahre 1762 zunächst als Legationssekretär zum kaiserlichen Hofe nach Wien beordert und bereits am 11. März 1766 mit 27 Jahren zum Hof- und Legationsrat befördert. Am Hofe Kaiser Josephs II. vertrat er bis 1769 als akkreditierter Resident im Auftrag des preußischen Königs Friedrich II. die preußischen Belange.
Georg Friedrich von Böhmer beantragte in dieser Zeit eine mehrmonatige Beurlaubung aus dem diplomatischen Dienst, um zunächst eigene Familienangelegenheiten zu regeln und anschließend im schlesischen Niedersiegersdorf, einer Landgemeinde im heutigen Nowogrodziec, die knapp 15-jährige Rosina Kleinert zu heiraten. Diese hatte er im Verlauf häufiger Besuche bei den damals noch unmündigen Kindern seines verstorbenen Onkels Karl August von Böhmer kennengelernt, da die Familie Kleinert das Rittergut von Karl Augusts Ehefrau Sophie Amalie von Böhmer, geborene von Kalckreuth, erworben hatte. Nach den Hochzeitsfeierlichkeiten trat Georg Friedrich zu Beginn des Jahres 1771 wieder seinen diplomatischen Dienst in Wien an.
Doch bereits ein Jahr später wurde Böhmer als Subdelegat zum Reichskammergericht nach Wetzlar versetzt. Hier hatte er in der Folgezeit maßgeblichen Einfluss darauf, dass mit Wirkung vom 8. Mai 1776 die evangelischen Stände, die sich den Reformen der Aufklärung angeschlossen hatten, aus dem Visitationsgeschäft des kaiserlichen Kommissars und Mainzer Kurfürsten Friedrich Karl Joseph von Erthal austraten und somit von Reichs wegen nicht mehr kontrolliert und überstimmt werden konnten. Weitere königlich angeordnete Delegationseinsätze zum Immerwährenden Reichstag nach Regensburg, wo über eine Kompetenzerweiterung der Fürsten diskutiert wurde, folgten. Einige Jahre später, mittlerweile zum Geheimrat befördert, wurde er vom preußischen König in ähnlicher Mission betraut, als er zusammen mit dem preußischen Kriegsminister Ewald Friedrich von Hertzberg die protestantischen Reichsfürsten von Preußen, Sachsen und Hannover sowie weiterer Kleinstaaten vom Aufbau eines Fürstenbundes  überzeugte, dem sich 1785 sogar der katholische Kurfürst Erthal sowie zwei Jahre später sein Koadjutor Karl Theodor von Dalberg anschlossen. Durch Böhmers kluges und umsichtiges diplomatisches Geschick kam somit dieser Fürstenbund zustande, der ein politisches Gegengewicht zur Reichspolitik der österreichisch-habsburgischen Macht und ihrer territorialen Ansprüche darstellen sollte.
Georg Friedrich von Böhmer wurde mit Wirkung vom 21. Oktober 1785 zum „Gesandten bei den Mainzer, Darmstädter, Zweibrücker Höfen sowie beim fränkischen Kreise und in der freien Reichsstadt Frankfurt“ sowie am 21. Januar 1787 zum „Bevollmächtigten Minister am kurmainzischen Hof und anderen Höfen des Rheinstroms“ ernannt. Infolge der Mainzer Unruhen 1790/91, der Besatzung durch die Franzosen und der Ausrufung der Mainzer Republik 1792, an der prekärerweise auch sein Vetter (Johann) Georg Wilhelm Böhmer als überzeugter Jakobiner und Mitbegründer maßgeblich mitbeteiligt war, zog sich Georg Friedrich Böhmer, der zwischenzeitlich am 21. Juni 1781 das königliche Inkolat erhalten hatte, zunächst wieder auf seinen Landsitz Niedersiegersdorf zurück. Mittlerweile allerdings geschieden, war er dazu gezwungen, das Gut seiner Frau und den fünf minderjährigen Kindern zu überlassen und er zog daraufhin nach Berlin, wo er im Alter von nur 56 Jahren verstarb.

## Familie
Georg Friedrich von Böhmer war verheiratet mit Johanna Rosina Kleinert (1756–1821), Tochter des Rittergutsbesitzers und Herrn auf Niedersiegersdorf Caspar Gottfried Kleinert (1702–1759) und der Johanna Elisabeth Tischer (1738–1770) aus Breslau. Mit ihr hatte er neun Kinder, von denen vier bereits im Kleinkindalter verstarben. Es überlebten ihn zwei Töchter und folgende drei Söhne: der Kgl. preuß. Brigademajor und Generaladjutant Johann Karl von Böhmer (1771–1807), der Kgl. preuß. Premierleutnant Johann Philipp Friedrich von Böhmer (1775–1841) und der hochdekorierte Kapitän und Kompaniechef Karl Friedrich Wilhelm von Böhmer (1783–1814) die allesamt bei den Koalitions- und  Befreiungskriege zu Ruhm und Ehren kamen. Zum Jahreswechsel 1791/92 wurde die Ehe von Georg Friedrich von Böhmer geschieden.